# Edward Shils
Edward Albert Shils (* 1. Juli 1910 in Springfield, Massachusetts; † 23. Januar 1995 in Chicago) war ein amerikanischer Soziologe und Sozialphilosoph, der als Professor an der Universität Chicago lehrte.

## Leben und Werk
Shils wuchs in Philadelphia auf. Seinen Bachelor-Abschluss machte er 1931 an der Universität Pennsylvania. 1934 wurde er Forschungsassistent und 1938 Dozent an der Universität Chicago. Es folgte ein Wechsel nach Europa, wo er 1941 das Master-Examen an der britischen Universität Cambridge abschloss. Während des Zweiten Weltkrieges diente er bei der britischen Armee und war für das amerikanische Office of Strategic Services tätig. Nach Ende des Krieges kehrte er nach Chicago zurück, dort wurde er 1947 außerordentlicher Professor und 1950 Professor. 1971 wurde er zum Distinguished Service Professor ernannt.
Viele Jahre lang übernahm Shils zusätzlich zu seinen Chicagoer Verpflichtungen Aufgaben im Ausland. Von 1946 bis 1950 war er Lektor für Soziologie an der London School of Economics and Political Science, von 1961 bis 1970 Fellow des King’s College, Cambridge, von 1970 bis 1978 Fellow des Peterhouse, (Cambridge) und von 1971 bis 1977 Honorarprofessor für Sozialanthropologie an der Universität London. Er wurde 1972 zum Ehrenmitglied der London School of Economics und 1979 zum Ehrenmitglied von Peterhouse ernannt. Von 1976 bis 1977 war er zudem Professor an der niederländischen Universität Leiden.
Shils forschte und publizierte gemeinsam mit Talcott Parsons zur Entwicklung der Sozialstrukturanalyse. Er übersetzte die Werke europäischer Soziologen ins Amerikanische und war dabei besonders von Max Weber beeinflusst. Zu seinen besonderen Verdiensten gehört die Verbindung der empirischen Tradition der Chicagoer Schule der Soziologie mit dem theoretischen Denken der europäischen Sozialwissenschaftler.
Shils war 1962 Gründer der Zeitschrift für Wissenschaftsgeschichte, Minerva. Seit 1968 war er Mitglied der American Academy of Arts and Sciences und seit 1980 Mitglied der American Philosophical Society.
Nach seinem Tode wurde seine Bibliothek von der Universitätsbibliothek Erfurt erworben.

## Ehrungen
- Ehrenmitglied des Peterhouse, Cambridge (1972)
- Ehrenmitglied der London School of Economics and Political Science (1972)
- 1979 Inhaber der Jefferson Lecture, der höchsten nationalen Auszeichnung für Geisteswissenschaften in den USA
- Balzan-Preis (1983)
- Ehrendoktor der Universität Pennsylvania, der Hebräischen Universität Jerusalem und der Queen’s University, Belfast.[4]

## Schriften (Auswahl)
- Mit Talcott Parsons: Toward a General Theory of Action. Harvard University Press, Cambridge (Massachusetts) 1951.
- The torment of secrecy. The background and consequences of American security policies. W. Heinemann, Melbourne 1956.
- The intellectual between tradition and modernity. The Indian situation. Mouton, Den Haag 1961.
- The intellectuals and the powers. And other essays. University of Chicago Press, Chicago 1972, ISBN 0-226-75315-8.
- Center and periphery. Essays in macrosociology. University of Chicago Press, Chicago 1975, ISBN 0-226-75317-4.
- The calling of sociology and other essays on the pursuit of learning. University of Chicago Press, Chicago 1980, ISBN 0-226-75323-9.
- Tradition. University of Chicago Press, Chicago 1981, ISBN 0-226-75325-5.